# تپه آق خرابلر
تپه آق خرابلر مربوط به سده‌های اولیه دوران‌های تاریخی پس از اسلام است و در شهرستان نمین، بخش مرکزی، روستای علی کمر واقع شده و این اثر در تاریخ ۲۴ تیر ۱۳۸۲ با شمارهٔ ثبت ۹۲۰۶ به‌عنوان یکی از آثار ملی ایران به ثبت رسیده است.